# غول حامد
غول حامد (بالإنجليزية: Gul Hamid)‏ هو ممثل هندي (وحمل سابقاً جنسية الراج البريطاني)، (و. 1905 – 1936 م).

## وصلات خارجية
- غول حامد على موقع IMDb (الإنجليزية)
- غول حامد على موقع قاعدة بيانات الفيلم (الإنجليزية)